# Francesco Granacci
Francesco Granacci, född 1469, död 30 november 1543 i Florens, var en florentinsk målare.
Granacci var lärjunge till Domenico Ghirlandaio, i vars verk man kan spåra hans hand, och även vän och medhjälpare till Michelangelo. Festdekorationen var hans speciella område. Hans främsta tavla är Madonnan i Dublins galleri från omkring 1506, vilken visar starkt inflytande från Michelangelo. Talrika teckningar tillskrivs honom, bland annat i Nationalmuseum, Stockholm.